# Maurice Roy (Ingenieur)
Maurice Roy (* 7. November 1899 in Bourges; † 23. Juni 1985 in Besançon) war ein französischer Ingenieur.
Roy studierte ab 1917 an der École polytechnique und an der École des Mines in Paris und war danach Major im Corps des Mines. 1923 wurde er an der Universität Straßburg promoviert. Kurz danach wurde er Chefingenieur für die Kontrolle des Materials von Eisenbahnschienen im Ministerium für öffentliche Arbeiten. 1926 bis 1942 war er Professur für Thermodynamik und Motoren an der École nationale des ponts et chaussées. Außerdem unterrichtete er an der Sorbonne ab 1923 Aerodynamik von Flugzeugen und war 1929 bis 1939 Professor an der École nationale d’aéronautique. 1935 wurde er Generaldirektor einer Firma für Dieselmotoren. 1948 gründete er eine französische Gesellschaft für die Technik von Gasturbinen.
Er wurde Professor für Mechanik an der École Polytechnique und war 1949 bis 1962 Generaldirektor der ONERA, die er zu einer Organisation von internationalem Ansehen ausbaute. Außerdem war er 1949 bis 1973 technischer Berater der SNECMA.
Er war in Frankreich vor dem Zweiten Weltkrieg ein Pionier der Turbinen-Strahltriebwerke und initiierte Vorlaufstudien für den Überschallflug.
1975 erhielt er die Lomonossow-Goldmedaille. 1937 wurde er korrespondierendes und 1939 volles Mitglied der Académie des Sciences und 1966 deren Präsident. 1960 wurde er Ehrendoktor der RWTH Aachen, 1964 auswärtiges Mitglied der National Academy of Sciences.